# Heterolophus australicus
Heterolophus australicus är en spindeldjursart som beskrevs av Beier 1969. Heterolophus australicus ingår i släktet Heterolophus och familjen Tridenchthoniidae. Inga underarter finns listade i Catalogue of Life.